# Русановская (Кировская область)
Русановская — упразднённая в 2016 году деревня в Верхнекамском районе Кировской области России. Входила в состав Рудничного городского поселения (упраздненного в 2021 году).

## География
Деревня находилась на северо-востоке региона, в центральной части муниципального района, к западу от реки Волосница.
Расстояние до районного центра (города Кирс) — 35 км.

## История
Снята с учёта 29.02.2016

## Население
| 2010 |
| ---- |
| 0    |

По данным Второй Ревизии (1748 год) в деревне насчитывалось 10 душ мужского пола (государственные черносошные крестьяне)
По данным Всероссийской переписи, в 2010 году постоянное население в деревне отсутствовало.